# Slovenska Akropola
Slovenska Akropola je kompilacijski album skupine Laibach, ki je izšel leta 1987 pri založbi ŠKUC. Skladba »Nova akropola« je prvič izšla na kompilaciji Vhutemas Archetypi, skladbi »Krvava gruda - plodna zemlja« in »Krst pod Triglavom« sta posnetka v živo z John Peel Sessiona na BBC-ju, skladbe »Apologija Laibach«, »Herzfelde« in »Die Liebe« (prvotno imenovana »Rdeči pilot«) so prvič izšel na albumu Krst pod Triglavom-Baptism, skladbe »Vojna poema«, »Die grösste Kraft« in »Vade retro« pa so prvič izšle na albumu Nova Akropola.
Leta 1995 je album izšel ponovno, dodani pa sta bili še dve skladbi - »Noordung« in »Kapital«.
Naslovnica albuma vsebuje skico Plečnikovega parlamenta.

## Seznam skladb

### LP (1987)
| A stran | A stran                        | A stran |
| Št.     | Naslov                         | Dolžina |
| ------- | ------------------------------ | ------- |
| 1.      | „Nova akropola‟                | 5:24    |
| 2.      | „Krvava gruda - plodna zemlja‟ | 4:28    |
| 3.      | „Apologija Laibach‟            | 6:34    |
| 4.      | „Krst pod Triglavom‟           | 4:39    |
| 5.      | „Vojna poema‟                  | 3:10    |

| B stran | B stran             | B stran |
| Št.     | Naslov              | Dolžina |
| ------- | ------------------- | ------- |
| 1.      | „Herzfelde‟         | 4:48    |
| 2.      | „Die grösste Kraft‟ | 4:20    |
| 3.      | „Vade retro‟        | 4:31    |
| 4.      | „Die Liebe‟         | 3:51    |

### CD (1995)
| Št. | Naslov                         | Dolžina |
| --- | ------------------------------ | ------- |
| 1.  | „Nova akropola‟                | 5:24    |
| 2.  | „Krvava gruda - plodna zemlja‟ | 4:28    |
| 3.  | „Vade retro Satanas‟           | 4:32    |
| 4.  | „Raus! (Herzfelde)‟            | 4:48    |
| 5.  | „Die Liebe‟                    | 3:52    |
| 6.  | „Vojna poema‟                  | 3:11    |
| 7.  | „Apologija Laibach‟            | 6:35    |
| 8.  | „Krst Pod Triglavom‟           | 4:39    |
| 9.  | „Die grösste Kraft‟            | 4:20    |
| 10. | „Noordung‟                     | 3:12    |
| 11. | „Kapital‟                      | 7:42    |

## Produkcija
- Oblikovanje: New Collectivism Studio
- Slika na ovitku: Erwin
- Producenti: Germania (9), Laibach (1–9), Strom und Klang (10, 11)